# Ronald Weigel
Ronald Weigel (* 8. August 1959 in Hildburghausen) ist ein ehemaliger deutscher Leichtathlet und derzeitiger Trainer.

## Werdegang
Ronald Weigel begann als Schüler in seiner Heimatstadt Hildburghausen mit der Leichtathletik und wurde dabei als Gehertalent entdeckt. 1973 wurde er DDR-Schülermeister, 1977 Zweiter bei den Junioreneuropameisterschaften. Weigel startete für den ASK Vorwärts Potsdam und war als Mitglied des Armeesportklubs Hauptmann der NVA. Nach der Wende erklärte er freiwillig seine frühere Zusammenarbeit mit dem Ministerium für Staatssicherheit der DDR. Er wurde daraufhin fristlos aus der Sportfördergruppe der Bundeswehr entlassen und trainierte unter Hans-Joachim Pathus beim OSC Potsdam und dem LAC Halensee Berlin. In seiner Wettkampfzeit war er 1,77 m groß und wog 62 kg.
1997 nahm Ronald Weigel eine Stelle als australischer Nationaltrainer in Canberra an. Der von ihm trainierte Australier Nathan Deakes gewann bei den Olympischen Spielen 2004 die Bronzemedaille im 20-km-Gehen. 2002 kehrte Ronald Weigel nach Deutschland zurück und übernahm von seinem früheren Trainer Hans-Joachim Pathus die freiwerdende Stelle des Geher-Bundestrainers. Seine frühere Tätigkeit für die Staatssicherheit der DDR wurde überprüft, aber nicht als Grund zur Beanstandung angesehen. Seit Mitte 2010 kümmert er sich zusätzlich als Bundestrainer um die Marathonläufer.

## Erfolge
Sein erster großer Erfolg war der Titelgewinn bei den Weltmeisterschaften 1983 im 50-km-Gehen. Die Olympischen Spiele 1984 entgingen ihm wegen des Boykotts der DDR. Bei den Weltmeisterschaften 1987 wurde er Zweiter im 50-km-Gehen, wie auch ein Jahr später bei den Olympischen Spielen in Seoul im 20-km-Gehen und im 50-km-Gehen. Bei den Olympischen Spielen 1992 in Barcelona holte Weigel nochmals Bronze im 50-km-Gehen. Er ist damit der einzige deutsche Sportler, der in beiden Disziplinen des Gehens bei Olympischen Spielen Medaillen gewann.
Für seine sportlichen Leistungen erhielt er am 23. Juni 1993 das Silberne Lorbeerblatt.

### Erfolge im Überblick
- 1983, Weltmeisterschaften, 50-km-Gehen: Platz 1 (3:43:08 h)
- 1987, Weltmeisterschaften, 50-km-Gehen: Platz 2 (3:41:30 h)
- 1988, Olympische Spiele, 20-km-Gehen: Silber (1:20:00 h); 50-km-Gehen: Silber (3:38:56 h)
- 1990, Europameisterschaften, 50-km-Gehen: Platz 9 (4:04:36 h)
- 1992, Olympische Spiele, 50-km-Gehen, Bronze (3:53:45 h)

Bei den Europameisterschaften 1986 wurde er im 50-km-Gehen disqualifiziert. Bei den Weltmeisterschaften 1991 und 1993 gab er auf, 1995 wurde er disqualifiziert.

## Auszeichnungen (Auswahl)
- 1984 – Vaterländischer Verdienstorden in Gold
- 1988 – Stern der Völkerfreundschaft in Silber